# Маренич, Константин Николаевич
Константин Николаевич Маренич (укр. Маренич Костянтин Миколайович; род.  10.03.1958) — профессор, доктор технических наук, ректор Донецкого национального технического университета (ДонНТУ) -2016 г. -2019 г.. Действительный член Международной академии информатизации.
Заведующий кафедрой "Горная электротехника и автоматика им. Р.М. Лейбова" ДонНТУ.
Автор более 200 научных и учебно-методических публикаций, в их числе 2 учебника, 5 учебных пособий, 8 научных монографий, а также автор 37 изобретений.

## Биография
Родился 10 марта 1958 года в городе Донецке Украинской ССР в семье служащих. Отец - Маренич Николай Евгеньевич (1914 г. - 1987 г.) - инженер-строитель; мать - Маренич Мария Ильинична (1915 г. - 1999 г.) - экономист.

### Образование
В становлении Константина Маренича как личности большую роль сыграли устои и традиции семьи, где главный критерий нравственности определялся как достойное служение Отечеству, прививался интерес к творчеству, развивались навыки в различных областях деятельности и умение достигать приемлемый результат, несмотря на внешние факторы противодействия. Впоследствии это зачастую играло решающую роль в достижении К.Н. Мареничем (в минимальные сроки) успешных результатов в научных исследованиях и работе по организации научно-образовательной деятельности в Донецком национальном техническом университете.
В период 1965 – 1975 г.г. Константин Маренич учился в средней школе №70 г. Донецка, а с 1975 по 1980 г.г. – в Донецком политехническом институте по специальности «Электрификация и автоматизация подземных горных работ». Уже на старших курсах института он проявил интерес к научной деятельности. Своё первое самостоятельное исследование он выполнил в ходе подготовки дипломной работы, где им был разработан, изготовлен и исследован силовой тиристорный электропривод шахтного скребкового конвейера СП-63, функционирующий в режиме квазичастотного управления. Свою дипломную работу К.Н. Маренич защитил на «отлично» и был рекомендован для дальнейшей работы в научно-исследовательском секторе ДПИ на кафедре «Горная электротехника и автоматика». Впоследствии это научное направление стало определяющим в диссертационных исследованиях К.Н. Маренича (заочная аспирантура с 1985 по 1989 г.г., научный руководитель – кандидат технических наук, доцент И.Т. Сидоренко).

### Деятельность
В период с 1980 по 1990 г.г. были проведены исследования и разработки в области создания маловентильных  (тиристорных) электроприводов шахтных скребковых и ленточных конвейеров. Комплексный подход к созданию новой техники, применение оригинальных технических решений, защищённых десятками авторских свидетельств СССР на изобретения, позволили К.Н. Мареничу опередить по качественным показателям и функциональности разработки аналогичного назначения ведущих отраслевых научно-исследовательских институтов Советского Союза. К.Н. Маренич непосредственно разрабатывал и изготавливал схемы электронных и силовых электрических компонентов экспериментальных устройств, конструкции их оболочек в рудничном исполнении, организовывал и проводил промышленные испытания экспериментальных устройств непосредственно в подземных условиях шахты (шахта «Россия» ПО «Селидовуголь», 1987 – 1990 г.г.) с участием межведомственных комиссий.  
Одним из значимых результатов этой деятельности стало создание совместно с научно-исследовательским институтом «Автоматгормаш» (г. Донецк) первого в СССР серийного силового тиристорного аппарата АПМ-1 управления пуском электропривода горной машины в рудничном взрывозащищённом исполнении. Его выпуск начат в 1991 г. и продолжается на протяжении более 30 лет.
По итогам своих исследований К.Н. Маренич в 1991 г. защитил кандидатскую диссертацию на тему «Асинхронный электропривод подземного скребкового конвейера с тиристорным пуско-защитным аппаратом».
В 1990 г. К.Н. Маренич перешёл на преподавательскую работу на кафедре «Горная электротехника и автоматика» ДПИ (ныне – Донецкий национальный технический университет). Учёное звание доцента присвоено в 1994 г. С 1999 г. работает в должности заведующего кафедрой «Горная электротехника и автоматика». Приняв руководство кафедрой, К.Н. Маренич в кратчайший срок добился существенного качественного улучшения технического состояния всех пяти её лабораторий, инициировал заключение и исполнение договоров о сотрудничестве с профильными отечественными и зарубежными предприятиями, активизировал выездные защиты на предприятиях комплексных дипломных проектов студентов – выпускников кафедры. Он также инициировал ежегодное проведение на базе кафедры Международной научно-технической конференции «Автоматизация технологических объектов и процессов. Поиск молодых». В разные годы в работе конференции принимали участие молодые учёные из различных регионов Украины, а также из России, Франции, Германии, Австрии.
В 1993 – 1996 г.г. К.Н. Маренич работал по совместительству в Донецком техникуме промышленной автоматики, где одним из его студентов был будущий первый Глава Донецкой Народной Республики Александр Владимирович Захарченко. Впоследствии А.В. Захарченко всегда, обращаясь к К.Н. Мареничу,  называл его своим учителем.
К.Н. Маренич – соавтор разработки нормативно-технического документа Министерства угольной промышленности СССР «Технические требования к рудничному взрывозащищённому электрооборудованию с силовыми полупроводниковыми приборами напряжением до 1140 В».
В период с 1990 по 2014 г.г.  он руководил работами по разработке, изготовлению и техническому сопровождению силового электрооборудования специального назначения и систем автоматизации сложных электромеханических объектов энергоёмких производств на машиностроительном заводе «Свет шахтёра» (г. Харьков) и других предприятиях Украины.
В дальнейшем круг  его научных интересов сместился в область обеспечения безопасности эксплуатации многомашинных силовых электротехнических комплексов технологических участков шахт в части разработки автономно действующих технических средств выявления опасных состояний электросети и подавления поражающего действия обратных энергетических потоков асинхронных двигателей потребителей.  Под его руководством защищались кандидатские диссертации, подготовлены учебник и учебные пособия, получившие грифы Минобрнауки Украины. В результате, в 2013 г. К.Н. Мареничу в статусе кандидата технических наук было присвоено учёное звание «профессор».
Докторскую диссертацию по итогам  своих исследований К.Н. Маренич защитил в 2014 г. Тема диссертации: «Развитие теории и принципов построения средств защитного обесточивания современных рудничных электротехнических комплексов».. Научная специальность: "Электротехнические комплексы и системы".
В ноябре 2014 г. профессор Маренич К.Н. стал проректором по научной работе Донецкого национального технического университета, вошедшего в структуру Минобрнауки Донецкой Народной Республики. С февраля 2016 г. по июль 2016 г. исполнял обязанности ректора, а с июля 2016 г. по февраль 2019 г. работал в должности ректора Донецкого национального технического университета.
Работая на руководящих должностях в ДонНТУ, профессор К.Н. Маренич активно участвовал в создании нормативной базы системы образования  Донецкой Народной Республики (он – один из авторов законопроекта ДНР «Об образовании»), инициировал ежегодное проведение Международного научного форума ДНР «Инновационные перспективы Донбасса: инфраструктурное и социально-экономическое развитие». Много внимания уделял вопросам возобновления работы университета в штатном режиме в условиях военно-политического противостояния, охватившего юго-восток Украины: восстановлению повреждений и развитию инфраструктуры университета, воссозданию в ДонНТУ специализированных диссертационных советов, созданию условий для обеспечения устойчивости кадрового состава и высокого качества учебного процесса, активизации патриотического воспитания студенческой молодёжи. Инициировал комплексные мероприятия по популяризации среди населения Донецкой Народной Республики инженерных специальностей; создание учебно-научно-производственных комплексов, включающих ресурсы ДонНТУ, отраслевых министерств и профильных предприятий.
По инициативе  К.Н. Маренича в Донецком национальном техническом университете впервые в Донбассе изготовлена и введена в эксплуатацию (2018 г.) физическая установка «Маятник Фуко», государственным предприятием «Почта Донбасса» выпущены почтовые марки, посвящённые ДонНТУ и выдающимся учёным этого университета:
- «Донецкий национальный технический университет» (2016 г.);
- «Первушин Алексей Михайлович» (к 150-летию со дня рождения, 2018 г.):
- «Маятник Фуко. Донецкий национальный технический университет» (2018 г.);
- «Визгерт Регина Викентьевна» (к 100-летию со дня рождения, 2019 г.);
- «Штокман Илья Григорьевич» (к 100-летию со дня рождения, 2020 г.);
- «100 лет Донецкому национальному техническому университету» (2021 г.).
Ярким выражением активной жизненной позиции профессора К.Н. Маренича стали его публикации и выступления (конгресс «Глобалистика-2017»; конференции Российской академии наук «Моисеевские чтения»; Х Международный форум неправительственных партнёров ЮНЭСКО (2018 г.) и др.) в контексте противодействия глобальным вызовам русскому цивилизационному сообществу.

С февраля 2019 г. профессор К.Н. Маренич продолжает руководить кафедрой «Горная электротехника и автоматика им. Р. М. Лейбова» ДонНТУ. Он является главным редактором научного журнала «Вестник Донецкого национального технического университета»., автором свыше 200 научных и учебно-методических работ изданных, в том числе, в Российской Федерации. Среди них к наиболее значимым могут быть отнесены:
1.  Маренич К.Н. Асинхронный электропривод горных машин с тиристорными коммутаторами: монография / К.Н. Маренич. –  Москва; Вологда: Инфра-Инженерия,  2021. – 132 с.: ил., табл.
2.  Маренич К.Н. Теоретические основы и принципы применения защитного обесточивания рудничных электротехнических комплексов: монография / К.Н. Маренич. – Москва; Вологда: Инфра-Инженерия, 2021. – 240 с. ил., табл.
3.  Маренич К.Н. Электрооборудование технологических установок горных предприятий: учебник / К.Н. Маренич, В.В. Калинин, Ю.В. Товстик, И.Я. Лизан, В.В. Коломиец – Москва; Вологда: Инфра-Инженерия, 2022. – 272 с. ил., табл.
4.  Маренич К.Н. Автоматизированный электропривод машин и установок шахт и рудников: учебное пособие / К.Н. Маренич, Ю.В. Товстик, В.В. Турупалов, С.В. Василец, И.Я. Лизан. – Москва; Вологда: Инфра-Инженерия, 2021. – 232 с. ил., табл.
5.  Маренич К.Н. Автоматизация сложных электромеханических объектов энергоёмких производств: учебное пособие / К.Н. Маренич, С.В. Дубинин, Э.К. Никулин, И.В. Ковалёва, С.В. Неежмаков – Москва; Вологда: Инфра-Инженерия, 2021. – 240 с. ил., табл.
6.  Маренич К.Н. Автоматическая защита электрооборудования шахт от аварийных и опасных состояний: учебное пособие / К.Н. Маренич, И.В. Ковалёва. – Москва; Вологда: Инфра-Инженерия, 2021. – 216 с. ил., табл.
Под руководством К.Н. Маренича защищено 6 кандидатских диссертаций.

Психологический портрет профессора К.Н. Маренича (результаты психологического теста, нашедшие подтверждение объективными данными и фактами):
Основные черты: бодрость, лёгкость на подъём и эмоциональная открытость.
Лидер, прирождённый лидер, харизматичный, страстный, зрелый и расчётливый человек.
Всегда готов прийти на помощь, знает, что нужно сказать, и умеет оказать необходимую поддержку.
Успешная карьера, любящая семья и верные друзья, но и с трудностями  тоже доводилось сталкиваться.
В жизни не раз приходилось тяжело, и хотя препятствия казались непреодолимыми, они превозмогались стойкостью и умением.
Главный психологический секрет: К.Н. Маренич очень чуткий человек, умеющий поставить себя на место любого другого человека. Обладает глубоким проницательным мышлением и эмпатией. Смотрит на мир крайне зрелым взглядом. Знает, что у разных людей могут быть разные моральные стандарты, что его не смущает. Отличный командный игрок, умеющий решать проблемы - как свои личные, так и коллективные.

## Награды
- Удостоен почётного знака Министерства образования и науки Украины «Отличник образования Украины» (2001).
- Награждён знаком «Шахтёрская слава» трёх степеней (2009, 2016, 2018), медалью Союза НИО и Координационного совета РосСНИО "165 лет В.Г. Шухову" (2019).
- Награжден медалями КПРФ «В ознаменование 140-летия со дня рождения В. И. Ленина»[6] (2010) и «50 лет космонавтике»[7] (2011), "100 лет Великой Октябрьской социалистической революции" (2017).
- В 2018 году был удостоен нагрудного знака «Почётный работник образования Донецкой Народной Республики», нагрудного знака Администрации города Донецка «Знак почёта» III степени, нагрудного знака отличия Министерства угля и энергетики Донецкой Народной Республики «Энергетик Республики» III степени.
- Награждён знаком "Шахтёрская доблесть" III степени (2021 г.), почётным знаком Минобрнауки ДНР "За сотрудничество в  сфере образования и науки" (2021 г.)